# Estádio Municipal de Aveiro
O Estádio Municipal de Aveiro é uma infraestrutura desportiva situada nos arredores da cidade de Aveiro. Foi construído para o Euro 2004 e tem capacidade para 32 830 lugares sentados.
É o 5.º maior estádio de Portugal, a seguir ao Estádio da Luz, ao Estádio do Dragão, ao Estádio José Alvalade e ao Estádio Nacional do Jamor.

## História
Projetado pelo arquiteto português Tomás Taveira e inaugurado a 15 de novembro de 2003, com o jogo amigável entre as seleções de Portugal e da Grécia, este estádio é principalmente utilizado pelo Sport Clube Beira Mar, substituindo o Estádio Mário Duarte, antiga "casa" do clube aveirense. É ainda palco habitual de várias atividades desportivas regionais (Associação de Futebol de Aveiro) e nacionais (Supertaça Cândido de Oliveira).
O pagamento do empréstimo que financiou a construção, terminou em 2024 e o valor final do estádio com as acessibilidades e o estacionamento deverá rondar os 70 milhões de euros, mais do dobro do investimento apontado inicialmente.
Em 2020, iniciou-se a construção da "Aldeia do Futebol da Associação de Futebol de Aveiro" nos terrenos anexos ao estádio tendo sido concluído o Complexo de Campos de Treinos do Beira-Mar e a Aldeia do Futebol da AFA. Está previsto, nos próximos anos, a construção de um pavilhão desportivo municipal e da piscina municipal.
Em 2024, é utilizado pelo Beira-Mar, que disputa o Campeonato de Portugal, o quarto escalão do futebol nacional. Além do futebol sénior, o clube aveirense tem aqui a funcionar várias secções do clube, designadamente o judo, jiu jitsu, kickboxing, bilhar, xadrez e o atletismo, pagando à Câmara um valor mensal de 1 500 euros. A autarquia gasta na manutenção do equipamento meio milhão de euros anualmente.

## Ficha técnica
Capacidade Total: 32 830
- Público: 30 127 lugares;[10]
- Camarote Presidencial: 90 lugares;
- Camarotes Prestígio: 460 lugares;
- Camarotes Empresa: 360 lugares;
- Deficientes Motores: 896 lugares;
- Media (Imprensa, Rádio e TV): 897 lugares.

## Eventos Desportivos

### Campeonato Europeu de Futebol de 2004
O Estádio foi o palco do Campeonato Europeu de Futebol de 2004 e recebeu dois jogos do Grupo D.
| Data          | Resultados    | Resultados | Resultados | Ronda   | Espectadores |
| ------------- | ------------- | ---------- | ---------- | ------- | ------------ |
| 15 Junho 2004 | Chéquia       | 2–1        | Letónia    | Grupo D | 21 744       |
| 19 Junho 2004 | Países Baixos | 2–3        | Chéquia    | Grupo D | 29 935       |

### Finais da Supertaça Cândido de Oliveira
Tem sido palco constante da final da Supertaça de Portugal desde 2009.